# 1876 en musique classique
| \| • Retour à la chronologie générale de la musique classique • \| |
| Grèce • Rome • Haut Moyen Âge • VIIIe siècle • IXe siècle • Xe siècle • XIe siècle XIIe siècle • XIIIe siècle • XIVe siècle • XVe siècle • XVIe siècle • XVIIe siècle XVIIIe siècle • XIXe siècle • XXe siècle • XXIe siècle |
| • Retour à la chronologie générale de la musique classique • |

| Années en musique classique : 1873 - 1874 - 1875 - 1876 - 1877 - 1878 - 1879    |
| Décennies en musique classique : 1840 - 1850 - 1860 - 1870 - 1880 - 1890 - 1900 |

## Événements

### Créations

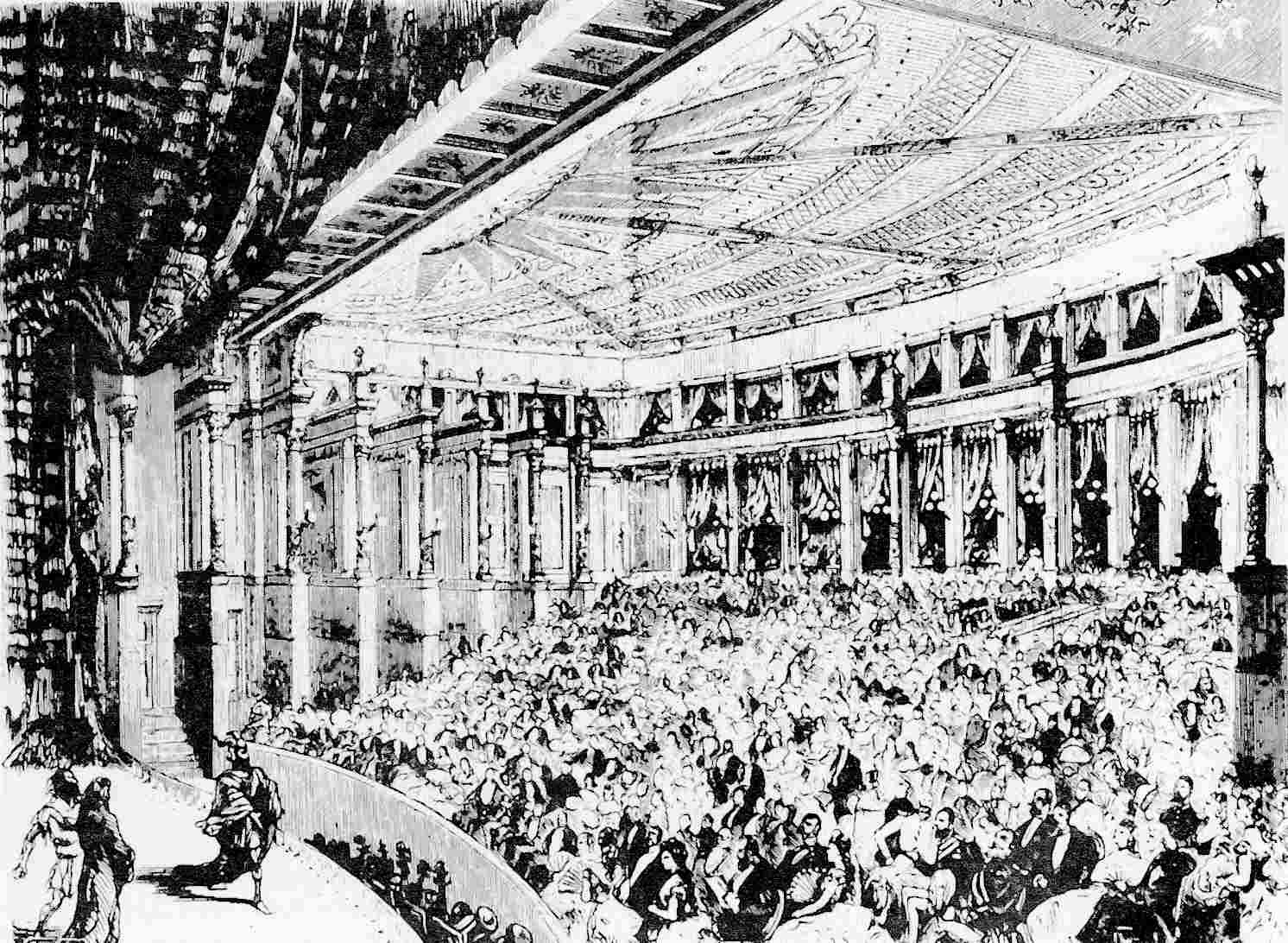
13 août, Bayreuth - Première de L'Or du Rhin

- 5 mars : Le Déluge, oratorio de Camille Saint-Saëns, créé au Théâtre du Châtelet sous la direction d'Édouard Colonne.
- 5 mai : Dimitri, opéra de Victorin de Joncières, créé au Théâtre-Lyrique.
- 14 juin : Sylvia, ballet de Léo Delibes, créé à l'Opéra Garnier.
- 13-17 août : inauguration du Festival de Bayreuth avec la représentation de L'Anneau du Nibelung, cycle de quatre opéras (tétralogie) de Richard Wagner : L'Or du Rhin, La Walkyrie, Siegfried et Le Crépuscule des dieux.
- 4 novembre : Symphonie no 1 de Johannes Brahms, créée à Karlsruhe, dirigée par Felix Otto Dessoff.
- 4 novembre : Nicolas Subic Zrinski d'Ivan Zajc à Zagreb.
- 15 novembre : Paul et Virginie, opéra en 3 actes de Victor Massé Gaité Lyrique, Paris
- 17 novembre : première interprétation de la Marche slave de Piotr Ilitch Tchaïkovski.
- 10 décembre : la Sérénade pour cordes en mi majeur d' Antonín Dvořák, créée à Prague sous la direction d'Adolf Čech.

Date indéterminée
- Quintette pour piano et vents en si bémol majeur  de Rimski-Korsakov.
- Sextuor à cordes en la majeur  de Rimski-Korsakov.
- Le Beau Danube bleu, valse de Johann Strauss fils.
- Festmarsch, op. 1 pour grand orchestre de Richard Strauss.

### Autres
- Fondation du Conservatoire Benedetto Marcello à Venise, sous le nom de Liceo e Società Musicale Benedetto Marcello.

## Naissances

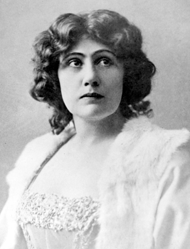
Aino Ackté

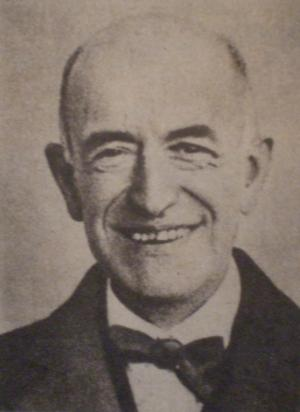
Manuel de Falla

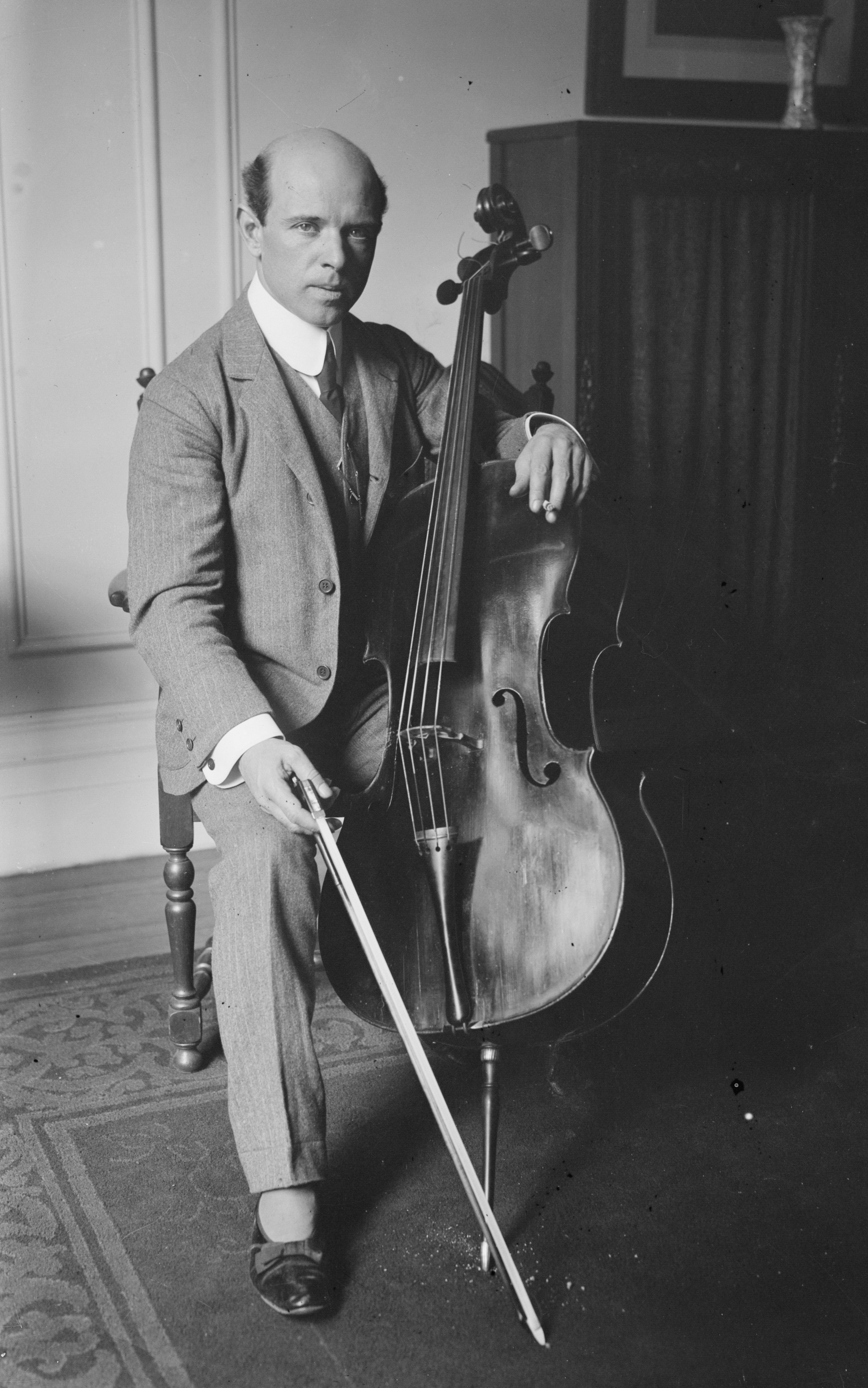
Pablo Casals

- 7 janvier : William Hurlstone, compositeur britannique († 30 mai 1906).
- 8 janvier : Armande de Polignac, compositrice française († 29 avril 1962).
- 11 janvier : Ferdinand Gaillard, ténor français († 25 août 1936).
- 12 janvier : Ermanno Wolf-Ferrari, compositeur italien de la période moderne († 1948).
- 20 janvier : Josef Hofmann, pianiste et compositeur polonais († 16 février 1957).
- 29 janvier : 
  - Havergal Brian, compositeur et critique musical britannique († 28 novembre 1972).
  - Ludolf Nielsen, compositeur, violoniste, chef d'orchestre et pédagogue danois († 16 octobre 1939).
- 4 février : 
  - Raymond Pech, compositeur français († 3 juillet 1952).
  - Victor Vreuls, violoniste, chef d'orchestre et compositeur belge († 27 juillet 1944).
- 20 février : Théodore Akimenko, pianiste et compositeur ukrainien († 8 janvier 1945).
- 22 février : Giovanni Zenatello, ténor italien († 11 février 1949).
- 28 février : John Alden Carpenter, compositeur américain († 26 avril 1951).
- 11 mars : Carl Ruggles, compositeur américain († 24 octobre 1971).
- 15 mars : Louis Delune, compositeur, chef d'orchestre et pianiste belge († 5 janvier 1940).
- 26 mars : Ernst Wendel, violoniste et chef d'orchestre allemand († 20 mai 1938).
- 7 avril : Teresa del Riego, violoniste, pianiste, chanteuse et compositrice anglaise  († 23 janvier 1968).
- 14 avril : Pierre-Joseph Amédée Tremblay, organiste, compositeur, et professeur de musique canadien († 14 juillet 1949).
- 19 avril : Ulisse Matthey, organiste et compositeur italien († 6 juillet 1947).
- 24 avril : Aino Ackté, soprano d'opéra finlandaise († 8 août 1944).
- 13 mai : Raoul Laparra, compositeur français († 4 avril 1943).
- 2 juin : Hakon Børresen, compositeur danois († 6 octobre 1954).
- 6 juillet : Edward Joseph Dent, musicologue britannique († 22 août 1957).
- 9 juillet : Walther Straram, chef d'orchestre français († 24 novembre 1933).
- 17 juillet : Vittorio Gnecchi, compositeur italien († 5 février 1954).
- 23 juillet : William G. Whittaker, compositeur et musicologue écossais († 5 juillet 1944).
- 29 juillet : William Henry Reed, violoniste anglais, professeur, compositeur, chef d'orchestre et biographe de Sir Edward Elgar († 2 juillet 1942).
- 17 août : Addie Anderson Wilson, compositrice américaine († 8 octobre 1966).
- 22 août : Eugène Borrel, violoniste et musicologue français († 19 février 1962).
- 12 septembre : Flor Alpaerts, compositeur belge († 5 octobre 1954).
- 15 septembre : Bruno Walter, chef d'orchestre, compositeur et pianiste allemand († 17 février 1962).
- 10 octobre : Walter Niemann, compositeur et musicographe allemand († 17 juin 1953).
- 15 octobre : Lucia Contini Anselmi,  pianiste et compositrice italienne († après 1913).
- 31 octobre : Georges Barrère, flûtiste († 14 juin 1944).
- 23 novembre : Manuel de Falla, compositeur espagnol († 14 novembre 1946).
- 7 décembre : Ludwig Schiedermair, musicologue allemand († 30 avril 1957).
- 10 décembre : Hermann Weissenborn, baryton et professeur de chant allemand († 20 novembre 1959).
- 11 décembre : Mieczysław Karłowicz, compositeur polonais († 8 février 1909).
- 12 décembre : Marya Freund, cantatrice soprano polonaise naturalisée française († 21 mai 1966).
- 25 décembre : Giuseppe De Luca, baryton italien († 26 août 1950).
- 29 décembre :
  - Pablo Casals, violoncelliste, chef d'orchestre et compositeur catalan († 22 octobre 1973).
  - Lionel Tertis, altiste anglais († 22 février 1975).

Date indéterminée
- Emili Sagi i Barba, baryton catalan († 1949).

## Décès

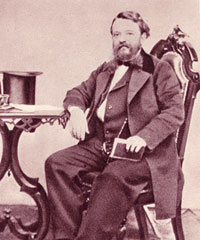
Francesco Maria Piave

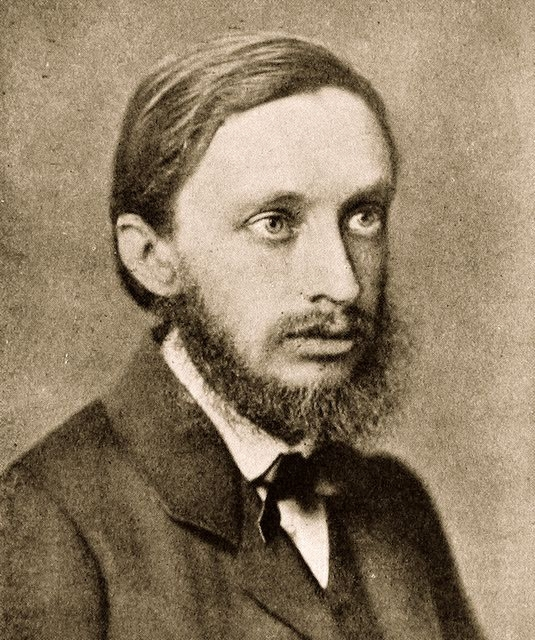
Hermann Goetz

- 8 janvier : Adolphe Deloffre, chef d'orchestre et violoniste français (° 28 juillet 1817).
- 10 janvier : Edmond de Coussemaker, musicologue (° 19 avril 1805).
- 23 janvier : Axel Liebmann, compositeur danois (° 3 août 1849).
- 21 février : Rafael Aceves y Lozano, compositeur espagnol (° 20 mars 1837).
- 28 février : Raimondo Boucheron, compositeur et musicologue italien (° 15 mars 1800).
- 5 mars : Francesco Maria Piave, librettiste italien (° 18 mai 1810).
- 28 mars : Joseph Böhm, violoniste et enseignant hongrois (° 4 avril 1795).
- 4 avril : Julius Goltermann, violoncelliste et compositeur allemand (° 15 juillet 1823).
- 19 avril : Samuel Sebastian Wesley, organiste et compositeur anglais (° 14 août 1810).
- 22 avril : Édouard d'Anglemont, auteur dramatique, librettiste et poète romantique français (° 28 décembre 1798).
- 26 avril : Andreas Späth, compositeur allemand (° 9 octobre 1790).
- 8 juillet : Joseph Dessauer, compositeur et pianiste tchèque (° 28 mai 1798).
- 29 août : Félicien David, compositeur français (° 13 avril 1810).
- 9 septembre : Maria Shaw, contralto anglaise (° 1814).
- 30 septembre : Henri Bertini, pianiste et compositeur français (° 28 octobre 1798).
- 29 octobre : Joseph Gregoir, pianiste et compositeur belge (° 19 janvier 1817).
- 8 novembre : Antonio Tamburini, baryton-basse italien (° 28 mars 1800).
- 9 novembre : Édouard Batiste, organiste, professeur et compositeur français (° 28 mars 1820).
- 12 novembre : Félicité Pradher, soprano française (° 9 janvier 1798).
- 3 décembre : Hermann Goetz, pianiste et organiste allemand (° 7 décembre 1840).
- 13 décembre : Carlo Guasco, ténor italien (° 16 mars 1813).

Date indéterminée
- Jancsi Balogh Sági, compositeur et violoniste hongrois (° 1802).
- Bartolomeo Pisani, musicien italien (° 1811).